# Lochristi
Lochristi ist eine Gemeinde in der Region Flandern in Belgien. Sie liegt im Arrondissement Gent in der Provinz Ostflandern 8 km nordöstlich von Gent. Lochristi hat 23.028 Einwohner (Stand 1. Januar 2024) und eine Fläche von etwa 94,87 km². Am 1. Januar 2025 wurde die Nachbargemeinde Wachtebeke nach Lochristi eingemeindet.

## Verkehr
Die nächsten Autobahnabfahrten befinden sich beim Ortsteil Beervelde an der A14/E17 sowie bei Gent. In Lokeren und Wetteren befinden sich die nächsten Regionalbahnhöfe und in Gent halten auch überregionale Schnellzüge.

## Wirtschaft
Bereits seit etwa 1800 ist Lochristi bekannt für seinen Gartenbau. Vor allem Begonien und andere Zierpflanzen werden hier gezüchtet, teilweise in großen Gewächshäusern.

## Tourismus
In Lochristi befindet sich das Provinciaal Domein Puyenbroeck.

## Töchter und Söhne der Gemeinde
- Ernest Slingeneyer (1820–1894), Historienmaler
- Maurice Swartelé (1901–1980), Ruderer
- Achiel Buysse (1918–1984), Radrennfahrer
- Fulgence Werner Le Roy OSB (1924–2017), Benediktiner und Bischof von Pietersburg
- Liam Slock (* 2000), Radrennfahrer

## Bilder

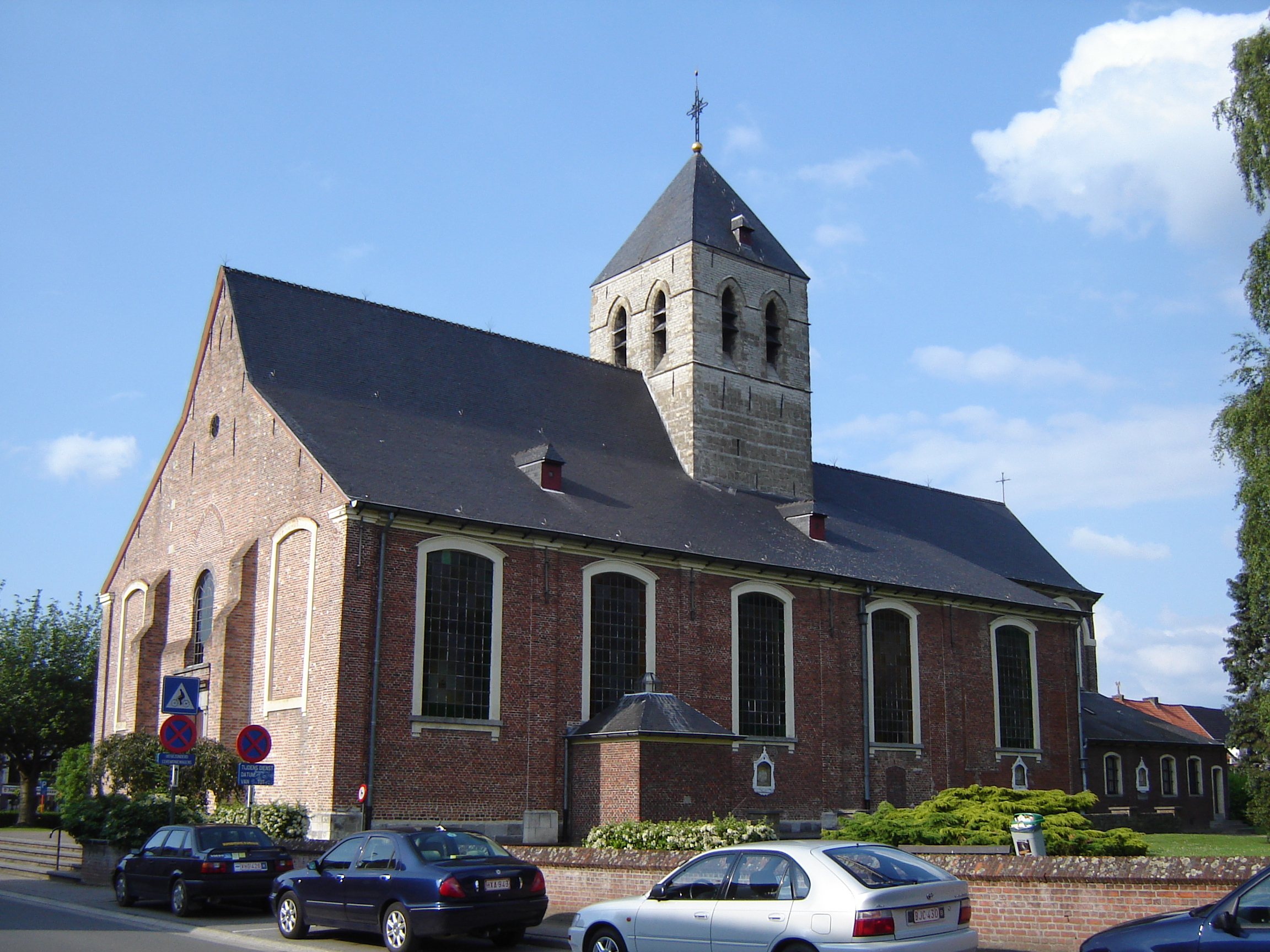
Sint-Niklaaskerk in Lochristi
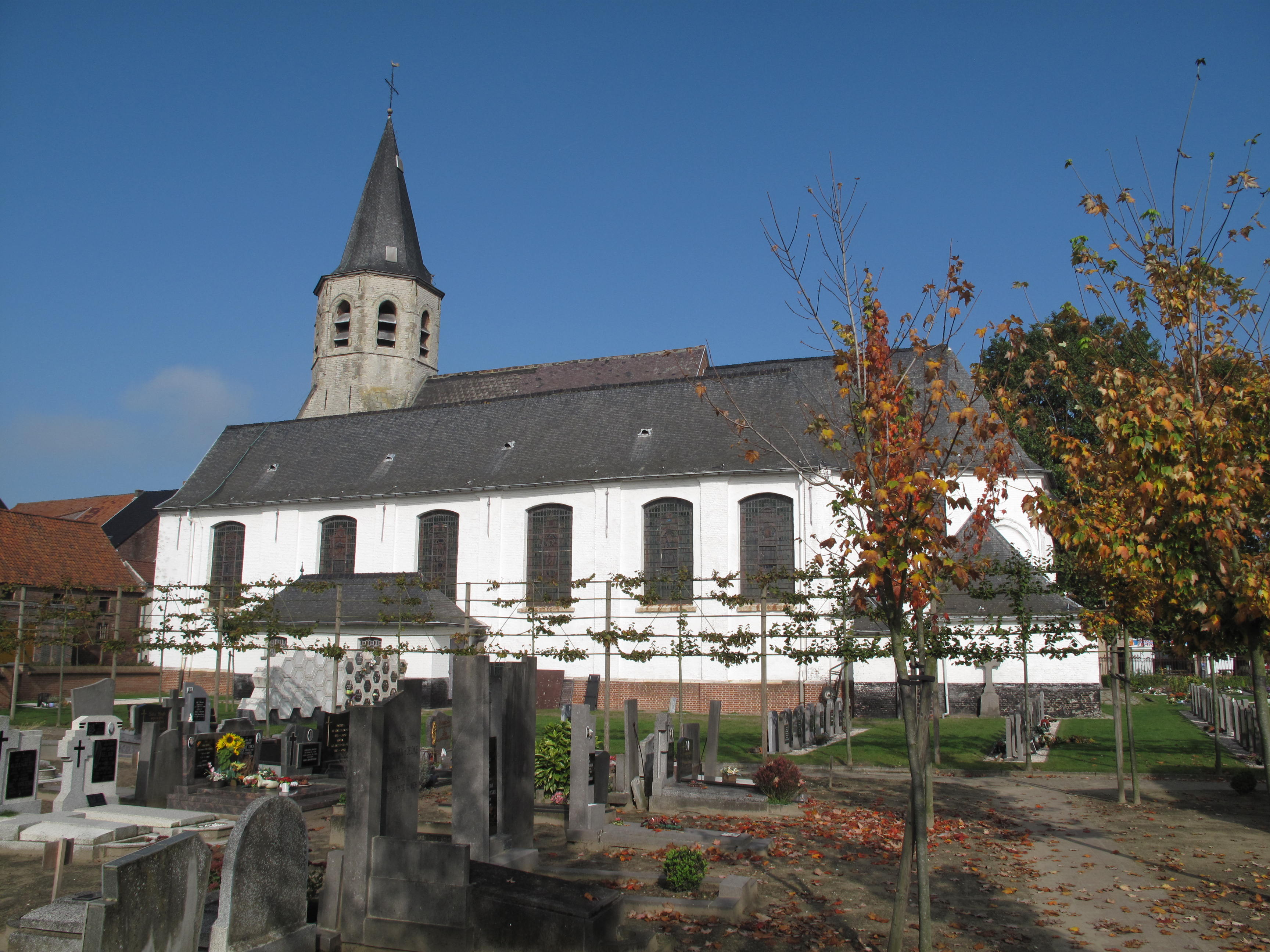
Sint-Eligiuskerk in Zeveneken
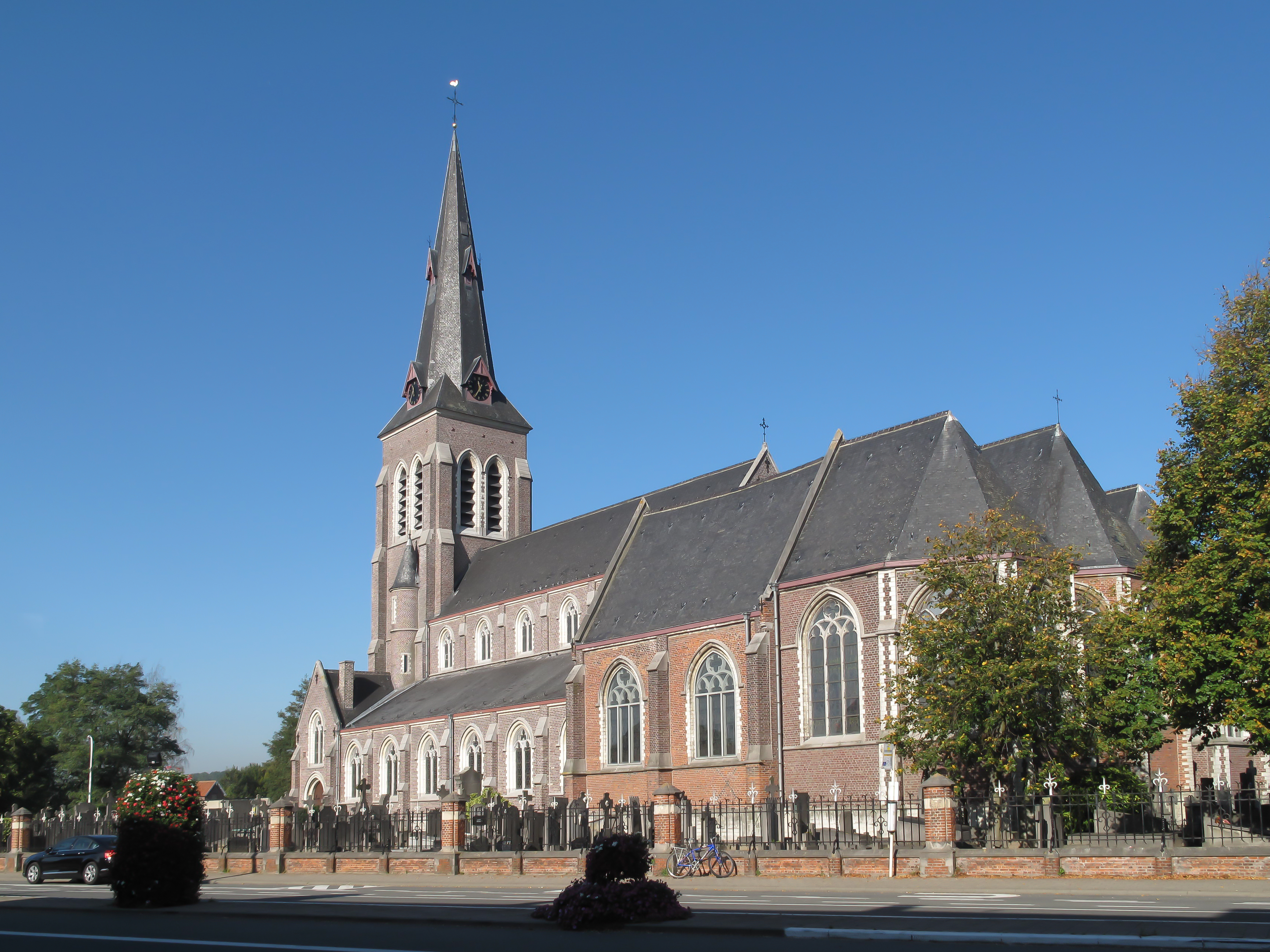
Kirche: Onze Lieve Vrouw en Sint Petruskerk in Zaffelare
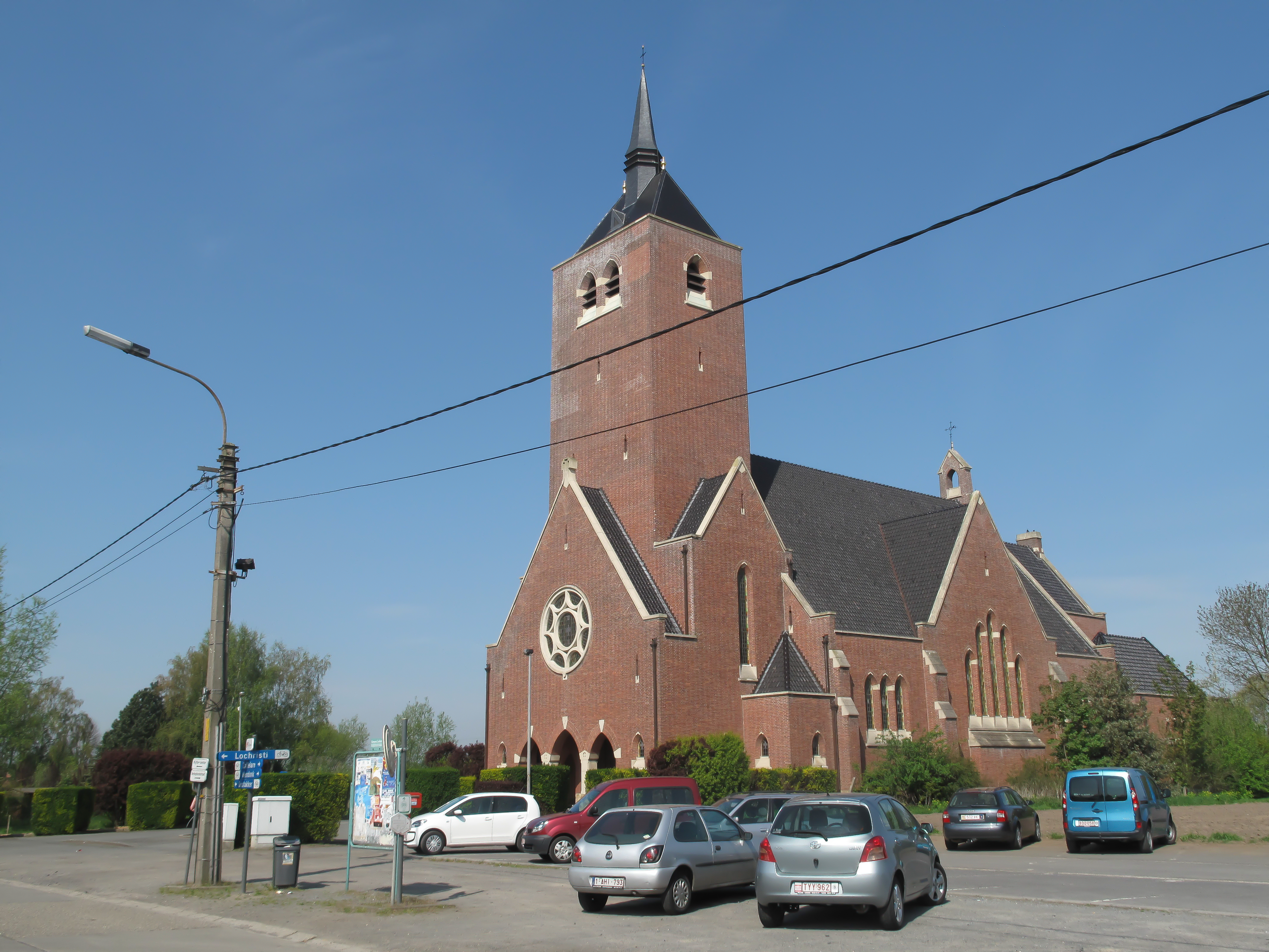
Kirche: Onze Lieve Vrouwe Middelares in Hijfte
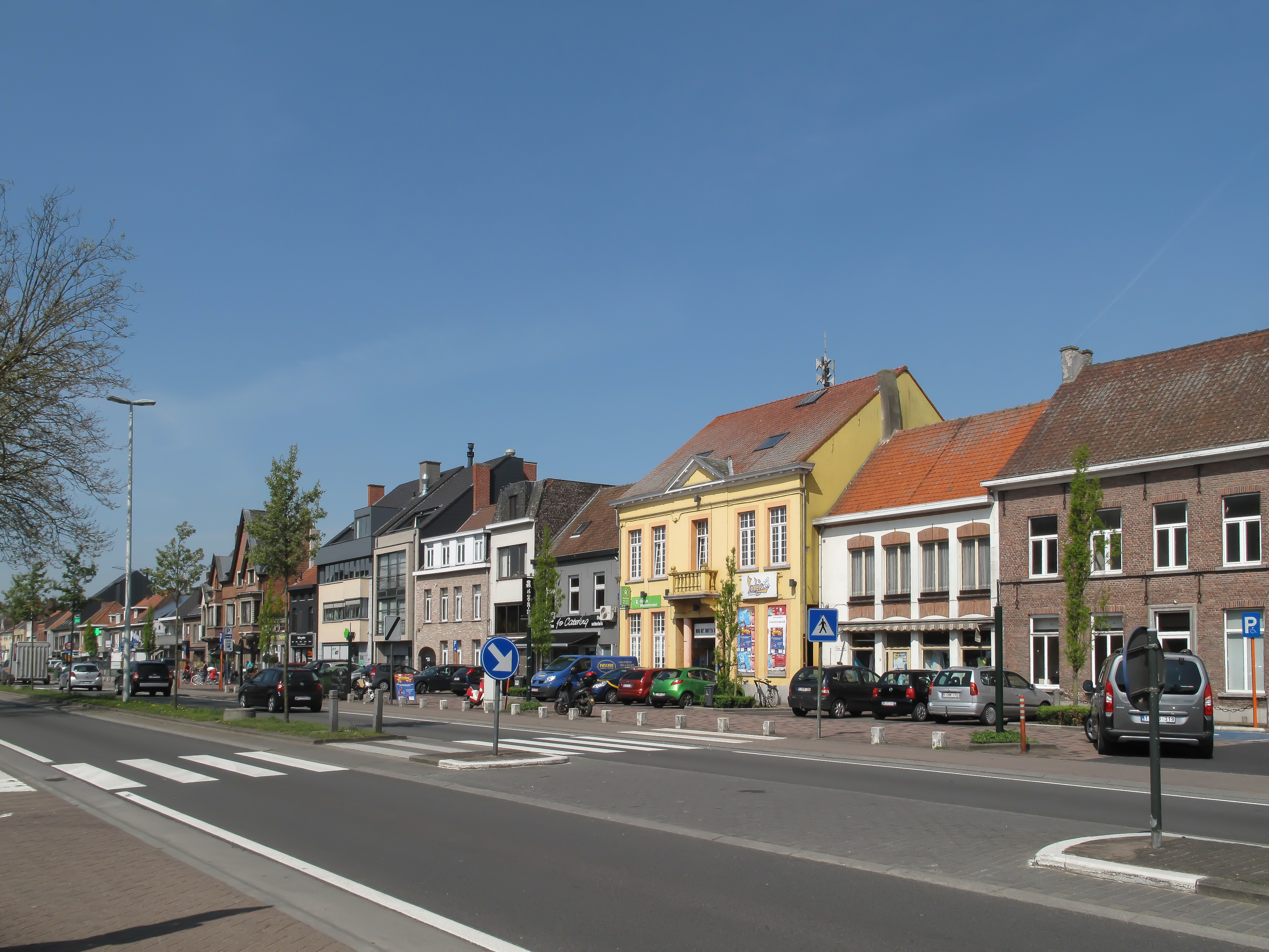
Lochristi, Blick auf die Straße: Dorp-West
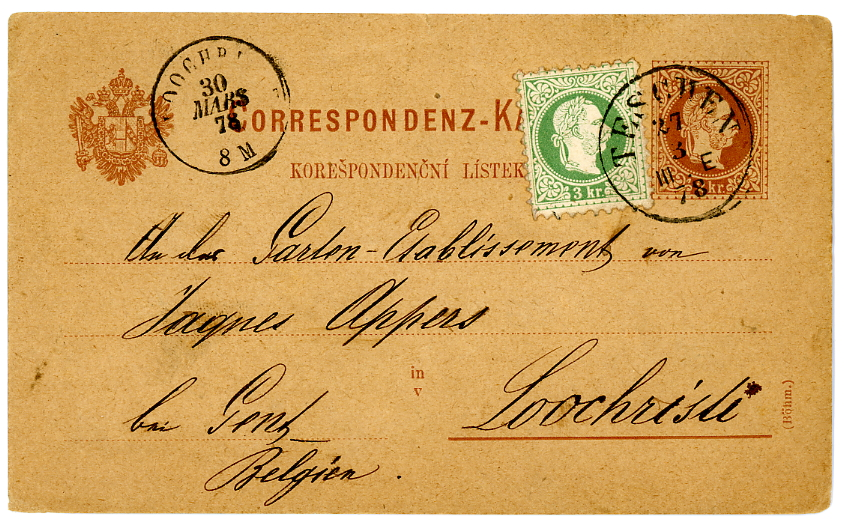
Bestellung 12 Hybrid Rododendron und 12 Azalea aus Schlesien in 1878